# Alexander Gelfond
Alexander Osipovich Gelfond (em russo:  Алекса́ндр О́сипович Ге́льфонд; São Petersburgo, 24 de outubro de 1906 — 7 de novembro de 1968) foi um matemático soviético. É conhecido pelo teorema de Gelfond-Schneider.

## Biografia
Alexander Gelfond nasceu em São Petersburgo, Império Russo, filho do médico e filósofo amador Osip Isaakovich Gelfond. Entrou na Universidade Estatal de Moscou em 1924, onde iniciou a pós-graduação em 1927, obtendo o doutorado em 1930, orientado por Aleksandr Khinchin e Vyacheslav Vassilievich Stepanov.
Em 1930 passou cinco meses na Alemanha, em Berlim e Göttingen, trabalhando com Edmund Landau, Carl Ludwig Siegel e David Hilbert. Em 1931 tornou-se professor da Universidade Estatal de Moscou, onde trabalhou até o último dia de sua vida. Desde 1933 também trabalhou no Instituto de Matemática Steklov.
Em 1939 foi eleito membro correspondente da Academia das Ciências da União Soviética por seus trabalhos no campo da criptografia. De acordo com Vladimir Arnold, durante a Segunda Guerra Mundial Gelfond foi o criptógrafo chefe da Marinha Soviética.

## Resultados
Gelfond obteve resultados fundamentais em diversos domínios da matemática, incluindo teoria dos números, funções analíticas, equações integrais e história da matemática, e seu resultado mais famoso é o teorema de Gelfond-Schneider:
Se α e β são números algébricos (com α≠0 e α≠1), e se β não é um número racional real, então qualquer valor de αβ é um número transcendental.
Este é o famoso sétimo problema de Hilbert. Gelfond provou um caso especial do teorema em 1929, quando era estudante de pós-graduação, e o provou completamente em 1934. Em 1935 o mesmo teorema foi provado independentemente por Theodor Schneider, e assim o teorema é mais conhecido como teorema de Gelfond-Schneider. Em 1929 Gelfond propôs uma extensão do teorema, conhecido como conjectura de Gelfond, que foi provada por Alan Baker em 1966.
Antes do trabalho de Gelfond somente alguns números como e e π eram conhecidos como transcendentais. Após este trabalho uma infinidade de números transcendentais pode ser facilmente obtida. Alguns destes são nomeados em homenagem a Gelfond:
- {\displaystyle 2^{\sqrt {2}}} é conhecido como constante de Gelfond–Schneider
- {\displaystyle e^{\pi }\,} é conhecido como constante de Gelfond.